# Johan Bruyneel

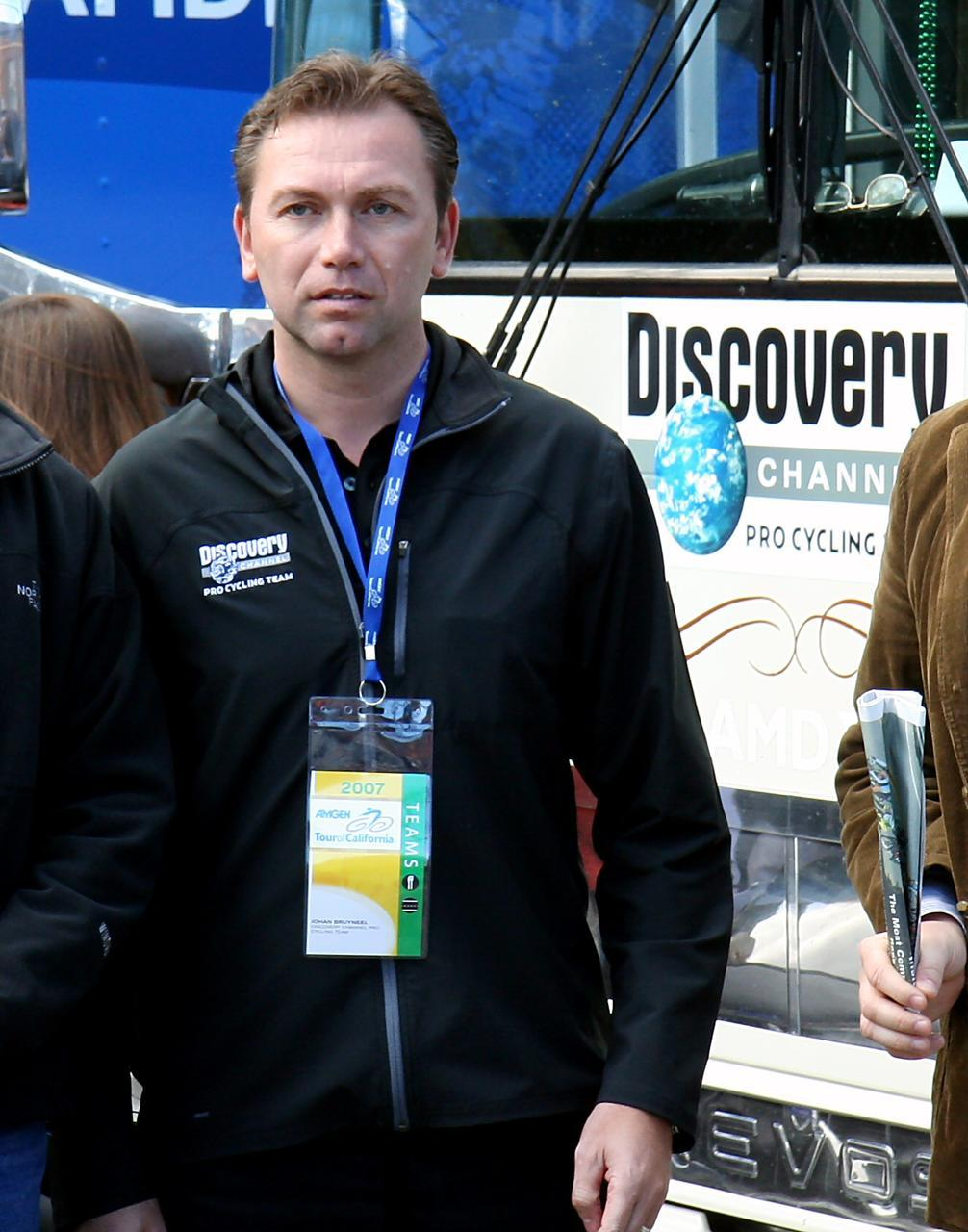
Johan Bruyneel im Februar 2007

Johan Bruyneel (* 23. August 1964 in Izegem, Belgien) ist ein ehemaliger belgischer Profi-Radrennfahrer und Radsportmanager, der wegen seiner Verwicklung in die Dopingaffäre des disqualifizierten Tour-de-France-Siegers Lance Armstrong lebenslang gesperrt wurde.

## Karriere
Bruyneel war zwischen 1989 und 1998 Radprofi. Er gewann in dieser Zeit insgesamt 29 Radrennen, darunter zwei Etappen der Tour de France.
Nach Beendigung seiner Karriere als Fahrer wurde er Sportlicher Leiter des US Postal Service Teams (später Discovery Channel) um Lance Armstrong. In dieser Zeit gewann Armstrong sieben Mal die Tour de France.
Nach der Auflösung des Teams wurde er vom Team Astana engagiert. Zur Saison 2010 wechselte er zum neugegründeten Team RadioShack, welches zur Saison 2012 in das Team Leopard-Trek integriert wurde. Er übernahm im fusionierten Team RadioShack-Nissan die Funktion des General Managers.
Im Oktober 2012 veröffentlichte die US-Antidopingagentur USADA die Ergebnisse ihrer Dopingermittlungen im Fall Armstrong. Der Report führte aus, dass das von Bruyneel geführte US Postal Team (später: Discovery Channel) das anspruchsvollste, professionellste und erfolgreichste Dopingprogramm der Sportgeschichte betrieben habe. Grundlage waren u. a. belastende Aussagen von elf ehemaligen Fahrern seiner Mannschaft, darunter Frankie Andreu, Tyler Hamilton, George Hincapie, Floyd Landis und Levi Leipheimer, welche den Gebrauch von Erythropoietin (EPO), Bluttransfusionen, Testosteron und anderen verbotenen Substanzen und Methoden im Team beschrieben. Am 22. Oktober erkannte der Weltradsportverband UCI auf dieser Grundlage alle von Armstrong seit dem 1. August 1998 erzielten Ergebnisse wegen Dopings ab, also auch alle sieben Tour-de-France-Siege.
Infolgedessen entschied Ende Oktober 2012 der Betreiber des Teams RadioShack-Nissan, sich von Bruyneel zu trennen.
Im April 2014 wurde Bruyneel durch den Disziplinarausschuss der American Arbitration Association AAA (engl., dt. etwa Amerikanische Sportschiedsrichter-Vereinigung) auf Anklage der US-amerikanischen Antidopingagentur USADA wegen seiner Rolle in der Armstrong-Affäre für zehn Jahre gesperrt. Die Welt-Anti-Doping-Behörde WADA legte Einspruch gegen dieses Urteil ein, im Oktober 2018 wurde er daraufhin zu einer lebenslangen Sperre verurteilt.
Nach einer Klage von US Postal verurteilte das Bundesgericht in Washington Bruyneel 2018 zu einer Strafe von 369.000 Dollar und einer Wiedergutmachung von 1,2 Millionen Dollar.

## Palmarès
1989
zwei Etappen Tour de Suisse
1990
Tour de l’Avenir
1991
Coppa Placci
eine Etappe Grand Prix Midi Libre
eine Etappe EG-Rundfahrt
Rund um den Henninger-Turm
eine Etappe Baskenland-Rundfahrt
eine Etappe Vuelta a España
1992
Grand Prix des Nations
1993
eine Etappe Tour de France
1995
eine Etappe Grand Prix Midi Libre
eine Etappe Tour de France

## Teams
Fahrer
1989: SEFB
1990–1991: Lotto
1992–1995: O.N.C.E.
1997: Rabobank
1998: O.N.C.E.
Sportlicher Leiter
1999–2004: US Postal
2005–2007: Discovery Channel
2008–2009: Team Astana
2010–2011: Team RadioShack
2012: RadioShack-Nissan